# Sanità
Sanità ist ein Stadtviertel (Rione) der Stadt Neapel im Stadtteil Stella.

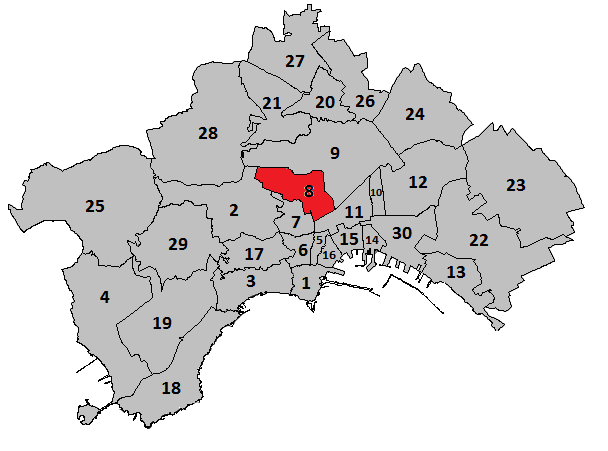
Lage des Stadtteils Stella innerhalb Neapels.

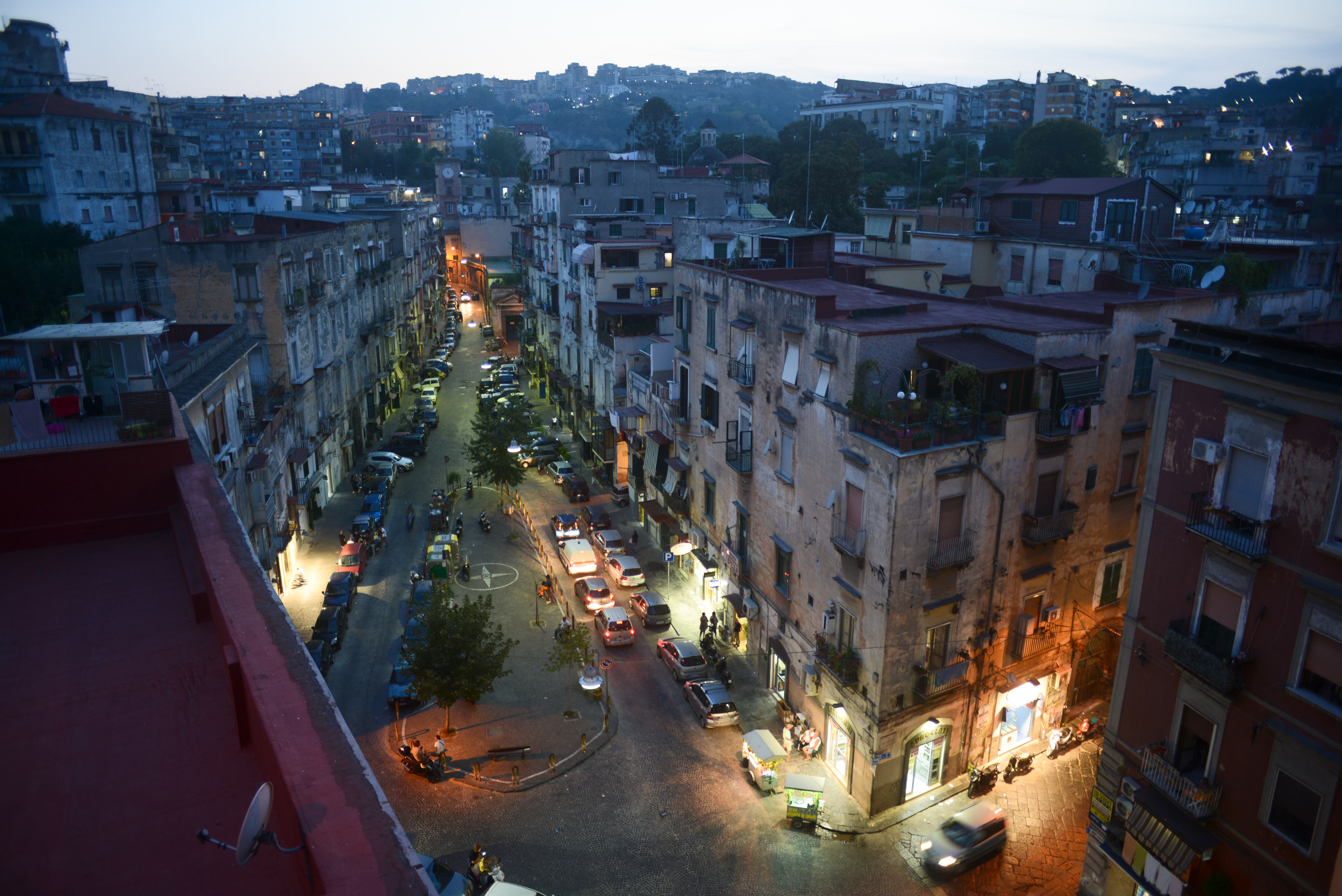
Rione Sanità

Das Viertel Sanità grenzt im Süden direkt an die Altstadt, hier befinden sich an der Via Foria gelegen das Archäologische Nationalmuseum Neapel und die Piazza Cavour. Sanità gilt als ein traditionelles und ursprüngliches Viertel Neapels. Es bildete die Kulisse für zahlreiche Filme, wie Das Gold von Neapel und Gestern, heute und morgen.

## Nennenswerte Orte und Gebäude
In Rione Sanità befinden sich einige alte unterirdische Friedhöfe und Katakomben:
- Cimitero delle Fontanelle (seit 1656)
- Catacombe greche di Napoli (4. bis 3. Jahrhundert v. Chr.)
- Catacombe della Vita (2. Jahrhundert)
- Catacombe di San Gennaro (2. Jahrhundert)
- Catacombe di San Severo (4. Jahrhundert; gehört zur gleichnamigen Kirche)
- Catacombe di San Gaudioso (5. Jahrhundert; in der Kirche Santa Maria della Sanità)
- Catacombe di San Vito
- Catacombe di Sant'Eufemia
- Catacombe di San Fortunato

Die wichtigsten Kirchen sind:

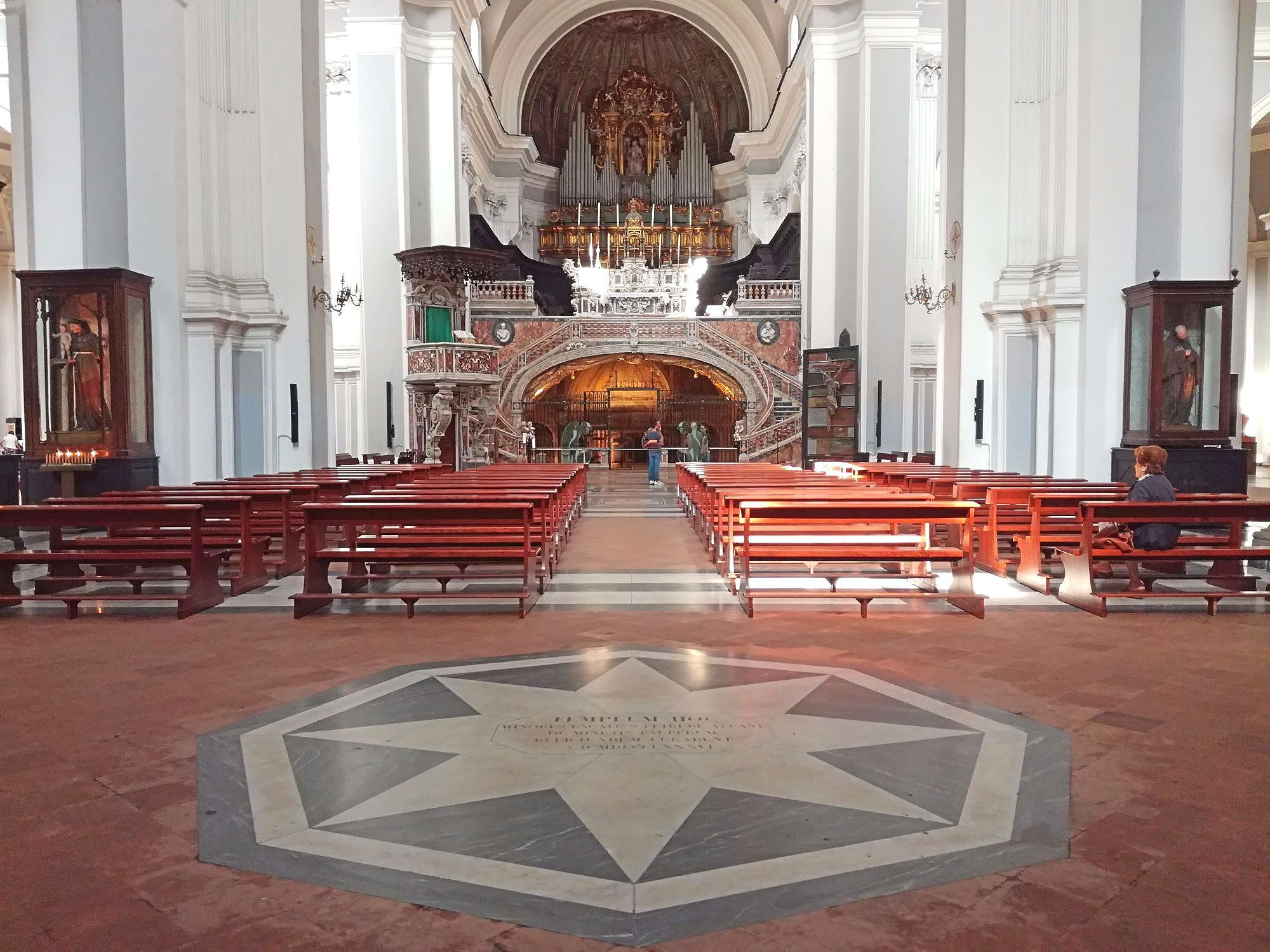
Die Basilica di Santa Maria della Sanità im Zentrum von Rione Sanità

- Basilica di San Gennaro fuori le mura
- Chiesa del Santissimo Crocifisso ad Antesaecula
- Chiesa di Santa Maria Antesaecula
- Basilica di Santa Maria della Sanità (mit Katakomben von San Gaudioso)
- Chiesa di Santa Maria della Vita
- Chiesa dell'Immacolata e San Vincenzo
- Chiesa di Sant'Aspreno ai Crociferi
- Chiesa di Santa Maria della Misericordia ai Vergini
- Chiesa di Santa Maria dei Vergini
- Chiesa della Missione ai Vergini
- Chiesa di Santa Maria Succurre Miseris ai Vergini
- Chiesa di San Severo fuori le mura (mit Katakombe von San Severo)
- Complesso dei Cinesi

Weitere Gebäude:

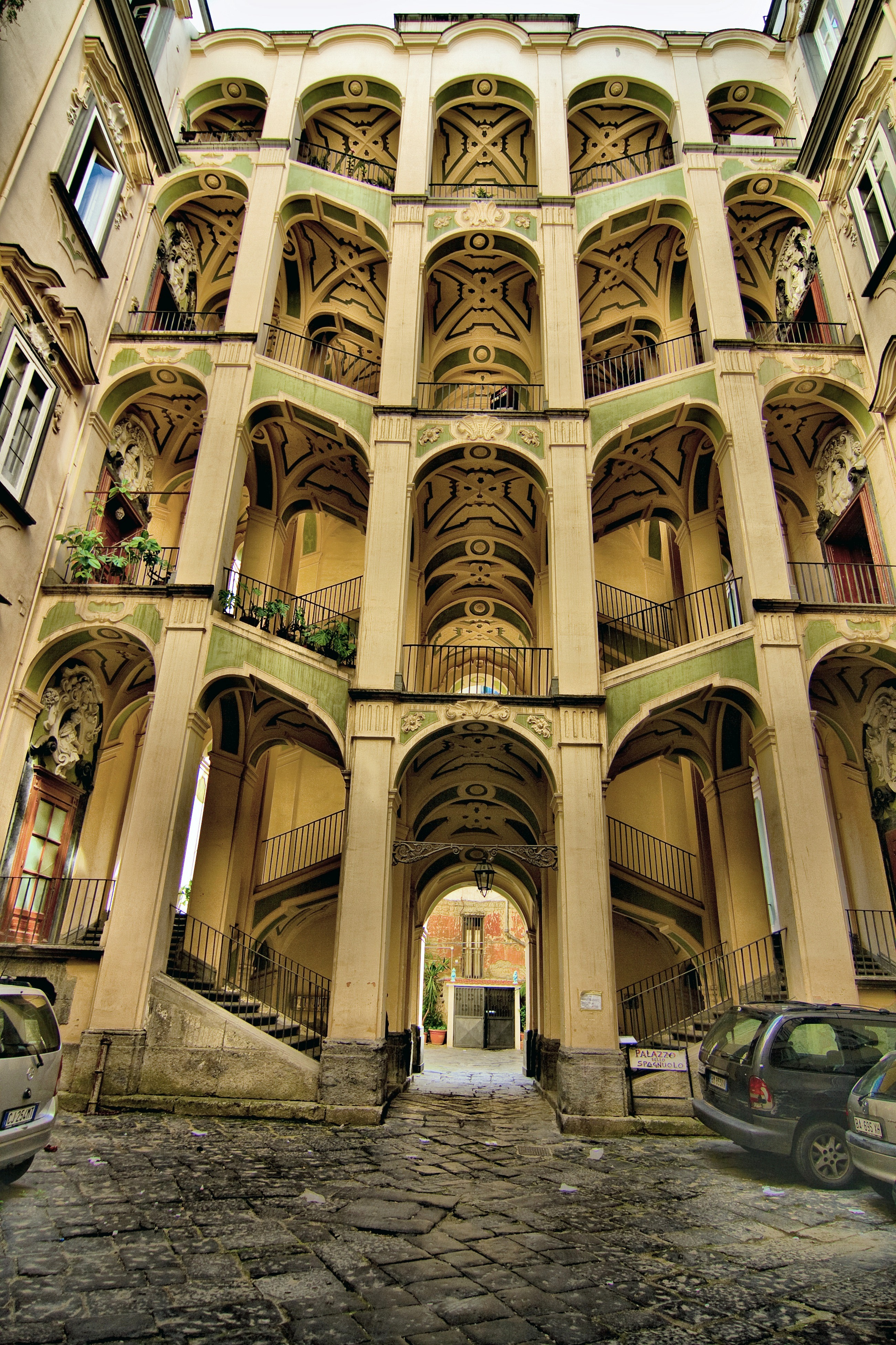
Die Fassade des Palazzo dello Spagnolo

- Ospedale di San Gennaro dei Poveri
- Palazzo dello Spagnolo
- Palazzo di Majo
- Palazzo Sanfelice
- Palazzo Traetto